# Colossendeis media
Colossendeis media is een zeespin uit de familie Colossendeidae. De soort behoort tot het geslacht Colossendeis. Colossendeis media werd in 1881 voor het eerst wetenschappelijk beschreven door Hoek. 